# Adrien-Hubert Brué
Adrien-Hubert Brué (* 20. März 1786 in Paris; † 26. Juli 1832 in Sceaux bei Paris) war ein französischer Kartograf.

## Leben
Über Brués Leben ist wenig bekannt. 1786 in Paris geboren unternahm er bereits mit zwölf als Schiffsjunge diverse Schiffsreisen. Im Alter von 15 Jahren nahm er an Bord der Le Naturaliste unter Louis de Freycinet an der Entdeckungsreise Nicolas Baudins (1800–1803) nach Australien teil, die zur Aufgabe hatte, die dortige Küste zu vermessen. Danach blieb er bis 1803 auf Mauritius. Im Anschluss an seine Rückkehr nach Paris half er den offiziellen Verfassern des Reiseberichts über Baudins Expedition, François Péron und Freycinet, bei der Erstellung einer Seekarte. In den folgenden Jahren widmete er sich intensiv der Kartographie. Weitere Reisen führten ihn ins Nordmeer, an die afrikanische Westküste und nach Südasien. Er war Mitglied der Société de géographie de Paris und Freund der Royal Geographical Society in London. Außerdem hielt er den Titel 'Geographe du roi'. Gegen Ende seines Lebens zog er sich aufgrund seines schlechten Gesundheitszustands in die Umgebung von Paris, nach Sceaux zurück, wo er 1832 im Alter von 46 Jahren an der Cholera starb.

## Bedeutung

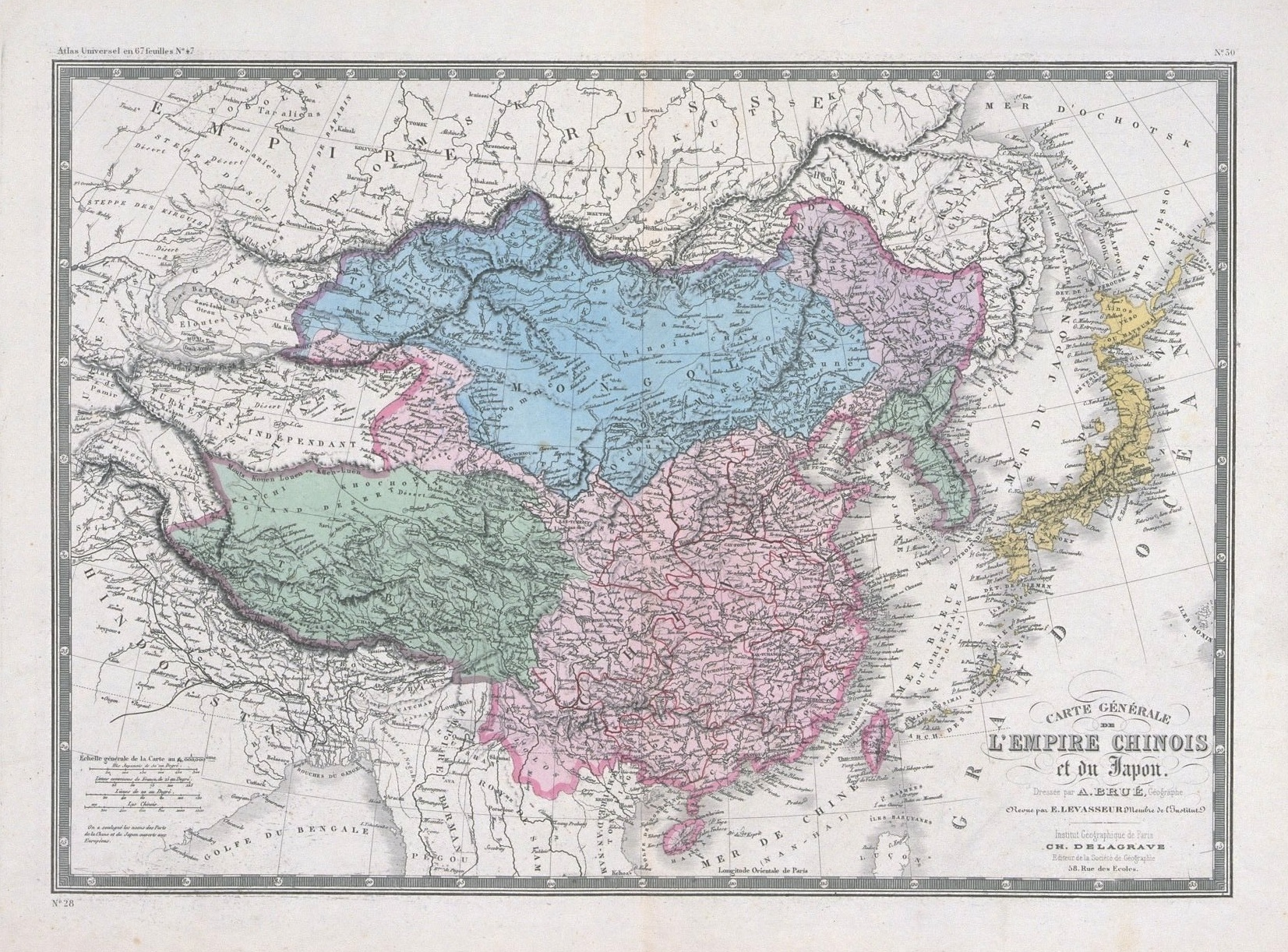
Brués Karte von China und Japan in der Bearbeitung durch Émile Levasseur (1875)

Brué gehörte in der Zeit zwischen 1810 und 1830 zu den wichtigsten Vertretern französischer Kartografie. Seine Karten zeichnen sich durch hohe Genauigkeit, feingliedrige Gestalt, Klarheit und Detailfreude aus. Das Brockhaus Konversations-Lexicon nennt ihn 1825 neben seinem Zeitgenossen Pierre Lapie (1777–1850) als der „beste zeichnende Geograph Frankreichs“. Sein Werk umfasst auch zahlreiche historische und politische Karten. Wahrscheinlich von Alexander von Humboldts Arbeit in Paris (u. a. als Präsident der Société de géographie de Paris) und dessen Auffassung vom kommunikativen Wissenschaftsbetrieb als zeitnaher Forschung beeinflusst, zeichnen sich Brués Karten insbesondere durch ihre hohe Aktualität aus. Neuauflagen zu Lebzeiten zeigen Einflüsse verschiedener Forschungsreisen, so z. B. die Expedition von Lewis und Clark oder Humboldts Amerikareise.
Brué hat die Louis de Freycinet zugeschriebene Erfindung der „enkyprotypischen“ Karten, d. h. die in Kupfer abgebildeten, weiterentwickelt und perfektioniert. Bei dieser Methode wird die Karte selbst auf die mit einem Überzug vorbereitete Kupferplatte gezeichnet. Damit wird eine Verkleinerung der Zeichnung durch angefeuchtetes Papier verhindert.

## Werke
Sein wichtigstes Werk ist der Atlas Universel von 1822, der einige Neuauflagen erlebt hat. Nach dem Erfolg des Grand Atlas Universel von 1815, war dieser Weltatlas ursprünglich als Fortsetzungsband konzipiert. Im Geiste Humboldts sollten die einzelnen Karten sukzessive, je nach Stand der aktuellen geographischen Forschung, durch neue aktuellere, oder genauere Karten ergänzt oder ersetzt werden und somit immer den neuesten Stand des Wissens wiedergeben. Solch eine uneigennützige, auf Erkenntnisgewinn abzielende Publikation war jedoch unter kommerziellen Gesichtspunkten nicht vermittelbar. Aus diesem Grund war Brué gezwungen die Kosten für die Veröffentlichung selbst zu tragen. Die Wissenschaft aber erkannte in der Folge den Wert der Arbeit an; Alexander von Humboldt, der mit Brués Karten selbst arbeitete, lobte den Atlas Universel in seiner Rezension für die Pariser Académie des sciences: 
 Partout l'auteur a mis le plus grand soin à représenter avec précision les sinuosités des côtes et le relief du pays. Les arêtes de partage, les plateaux, la déclivité des montagnes inégale selon les deux versans, sont exprimés avec une netteté qui plaît d'autant plus à l'oeil, que l'espace est très petit, et que le travail du burin ne nuit pas à la lecture des noms. Très récemment encore, dans la belle Carte des environs de Paris, M. Brué a prouvé quelle attention il met à la partié graphique de ses travaux. Les Cartes de la Suisse et de l'Espagne méritent, sous le rapport de la Géographie physique, de fixer l'attention de ceux qui connoissent la difficulté de ce genre de dessin.
— Rapport fait a l'Academie des Sciences de Paris (seance du 19 Janvier 1824) par M. le baron Alexandre de Humboldt, sur l'Atlas geographique de M. Brué. (Der 2. Auflage des Atlas Universel als Vorwort beigefügt)
Einige Arbeiten blieben nach dem Tode Brués unvollendet, so eine Karte Südamerikas und eine aktualisierte Afrika-Karte.
Veröffentlichungen zu Lebzeiten:
- Grand Atlas universel ou collection de cartes encyprotypes générales, particulières et détaillées des cinq parties du monde. Desray, Paris 1815. (40 Karten)
- Atlas géographique, historique, politique et administratif de la France. Paris 1820–1828.
- Atlas universel de géographie physique, politique et historique, ancienne et moderne, contenant les cartes générales et particulières de cinq parties du monde. L'auteur et Ch. Simmoneau, Paris 1822. (36 Karten, datiert von 1820–1822, erste Ausgabe).
  - Atlas universel de géographie physique, politique, ancienne et moderne, contenant les cartes générales et particulières de toutes les parties du monde. Seconde édition. L'Auteur. Paris 1828. (65 Karten)
- Atlas physique et politique des cinq parties du monde. J. Goujon, Paris 1824. (36 Karten)

Weitere Veröffentlichungen:
- Atlas universel de géographie physique, politique et moderne contenant les cartes générales et particulières de toutes les parties du monde. Nouvelle édition; revue et augmentée par Charles Picquet. Ch. Piquet: Paris 1842. (65 Karten)
- Atlas universel de géographie physique, politique, ancienne et moderne. Revu par E. Levasseur. C. Delagrave: Paris 1875. (67 Karten)